# Loriol-sur-Drôme
Loriol-sur-Drôme este o comună în departamentul Drôme din sud-estul Franței. În 2009 avea o populație de 5.769 de locuitori.

## Evoluția populației
| An        | 1975  | 1982  | 1990  | 1999  | 2006  | 2009  |
| --------- | ----- | ----- | ----- | ----- | ----- | ----- |
| Populație | 3.514 | 4.635 | 5.609 | 5.698 | 5.701 | 5.769 |